# Multiplicador (lingüística)
Multiplicador es, en el grupo de los determinantes, la clase de cuantificador que multiplica el núcleo del sintagma nominal: "Doble equipaje", "Triple sonido"...
En español forman una serie: Doble, triple, cuádruple, quíntuple, séxtuplo/a, séptuplo/a, óctuple, nónuple, décuple, undécuple, dodécuple, tridécuple...
Con frecuencia se le añade al determinante una preposición que forma una construcción partitiva: "Triple de equipaje".
- Datos: Q6026172